# Tyloperla illiesi
Tyloperla illiesi är en bäcksländeart som beskrevs av Bill P.Stark och Ignac Sivec 2005. Tyloperla illiesi ingår i släktet Tyloperla och familjen jättebäcksländor. Inga underarter finns listade i Catalogue of Life.